# هارن، خرونینگن
هارن، خرونینگن (به هلندی: Haren) یک منطقهٔ مسکونی در هلند است که در خرونینگن واقع شده‌است. هارن ۷ متر بالاتر از سطح دریا واقع شده‌است.